# Wu Shuijiao
Wu Shuijiao (chinesisch 吳水娇, Pinyin Wú Shuǐjiāo; * 6. Juni 1991 in Xinyi) ist eine chinesische Leichtathletin, die sich auf den 100-Meter-Hürdenlauf spezialisiert hat.

## Sportliche Laufbahn
Erste internationale Erfahrungen sammelte Wu Shuijiao im Jahr 2010, als sie bei den Juniorenasienmeisterschaften in Hanoi in 13,77 s die Goldmedaille im 100-Meter-Lauf gewann und sich mit der chilenischen 4-mal-100-Meter-Staffel in 45,87 s die Bronzemedaille sicherte. Im Jahr darauf belegte sie bei den Asienmeisterschaften in Kōbe in 13,51 s den siebten Platz und 2012 siegte sie bei den Hallenasienmeisterschaften in Hangzhou in 8,24 s im 60-Meter-Hürdenlauf. Bei den Leichtathletik-Weltmeisterschaften 2013 in Moskau schied sie mit 13,29 s in der ersten Runde aus, siegte aber kurz darauf bei den Südasienspielen in Tianjin mit neuem Spielerekord von 12,93 s. 2014 verteidigte sie bei den Hallenasienmeisterschaften in Hangzhou mit 8,02 s ihren Titel und nahm anschließend an den Asienspielen in Incheon teil und siegte dort in 12,72 s.
2015 siegte sie bei den Asienmeisterschaften in Wuhan und siegte dprt om 13,21 s und erreichte anschließend bei den Weltmeisterschaften in Peking das Halbfinale, in dem sie dann mit 13,06 s ausschied. Im Jahr darauf schied sie bei den Hallenweltmeisterschaften in Portland mit 8,18 s in der Vorrunde aus, schaffte in diesem Jahr aber die Qualifikation für die Olympischen Spiele in Rio de Janeiro, bei denen sie aber mit 13,03 s in der ersten Runde ausschied. Im Juni 2018 wurde sie auf die verbotene Substanz Norandresteron getestet und daraufhin bis zum Juli 2022 gesperrt.

## Persönliche Bestzeiten
- 100 m Hürden: 12,72 s, 1. Oktober 2014 in Incheon
  - 60 m Hürden (Halle): 8,02 s, 15. Februar 2014 in Hangzhou (chinesischer Rekord)